# Gammelstad
Gammelstad je název sídelního celku na území švédské obce Luleå. Jedná se o původní „staré město“ dnešní Luley a nachází se přibližně 8 km západně od současného centra města. Počet obyvatel je přibližně 4 800 osob. Luleå byla do současné polohy přesunuta v roce 1649 z důvodu postglaciálního vyzdvižení původního přístavu, který se stal příliš mělkým pro vplouvající lodě.
Podstatná část Gammelstadu byla v minulosti tzv. „kostelní vesnicí“. Takovéto vesnice byly běžné v severní Skandinávii a sestávaly z kostela a řady jednoduchých domků, které sloužily jako ubytování věřících z širokého okolí. Kvůli velkým vzdálenostem a tvrdým klimatickým podmínkám nebylo možné zvládnout cestu z domova do kostela a zpět během jednoho dne, proto si věřící stavěli domky kolem kostela, které využívali jako noclehárnu jen při cestách do kostela. Zděný kostel v Gammelstadu pochází z 15. století a okolo něj existuje více než 400 dřevěných obytných budov. Patří mezi nejzachovalejší kostelní vesnice a od roku 1996 je součástí světového kulturního dědictví UNESCO.

## Fotogalerie

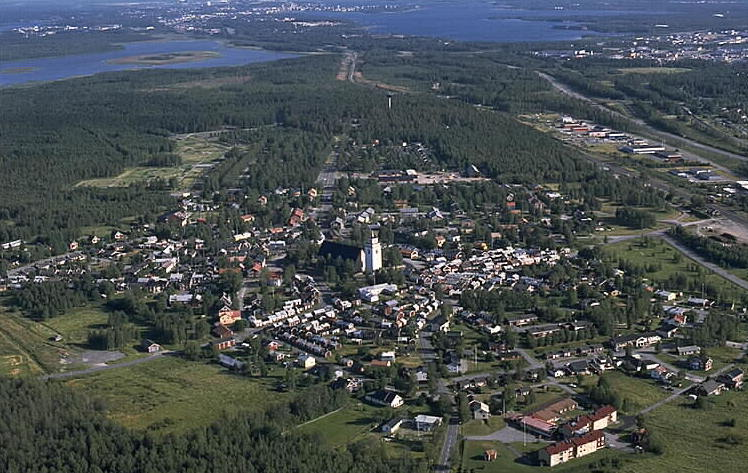
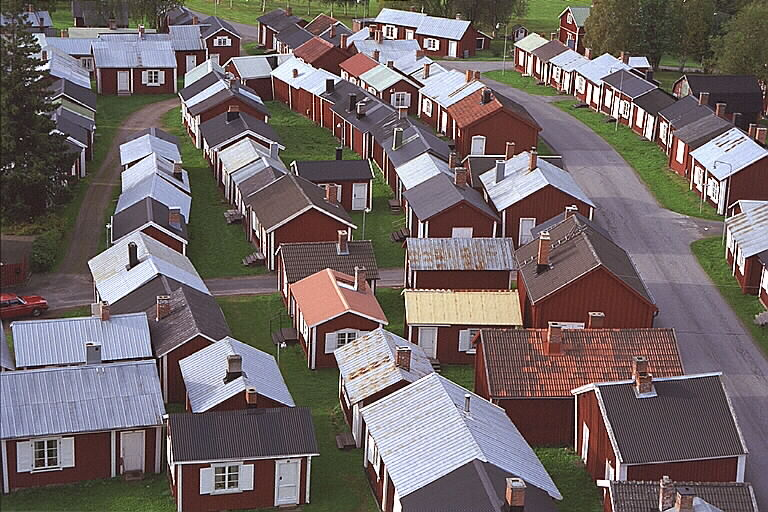
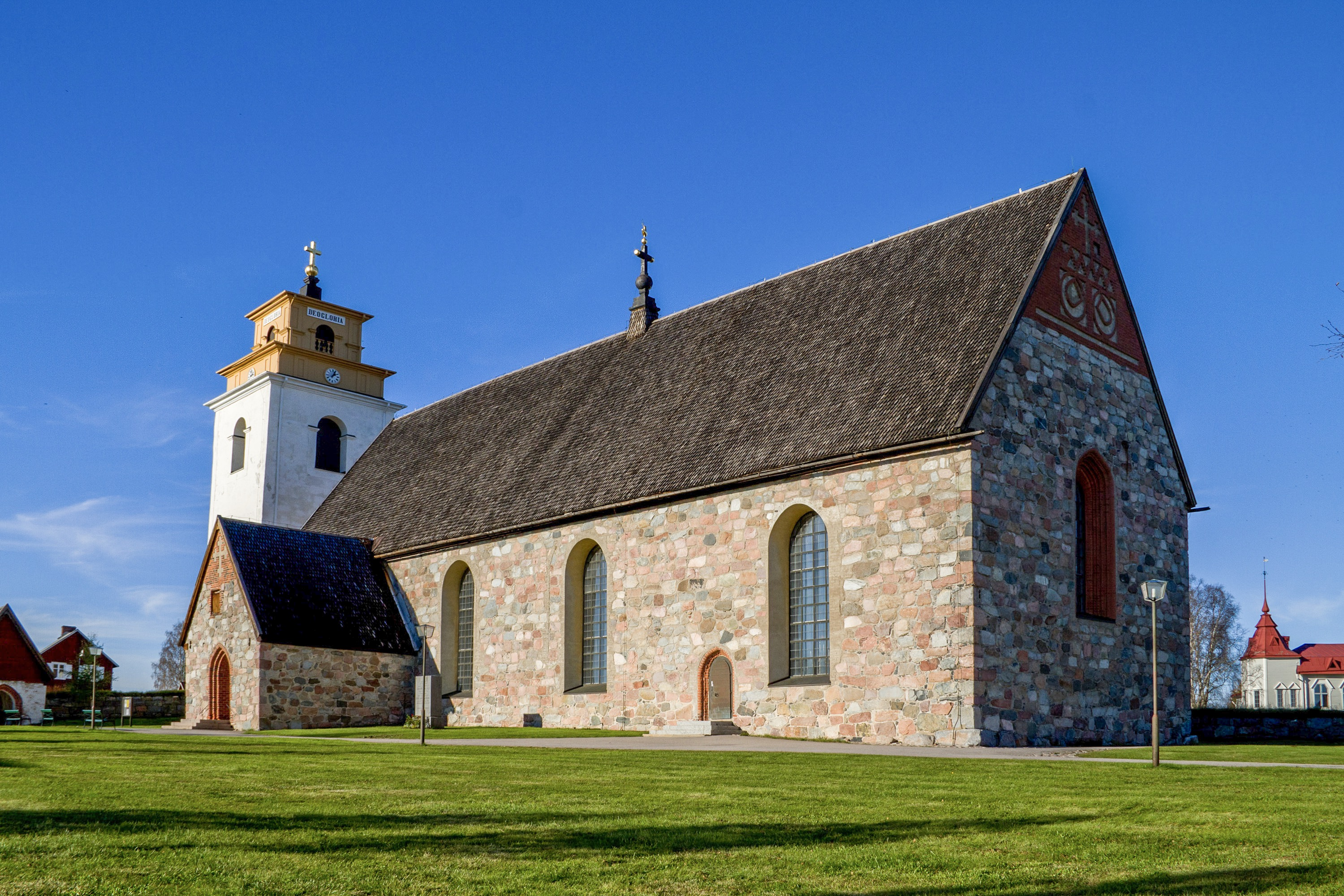
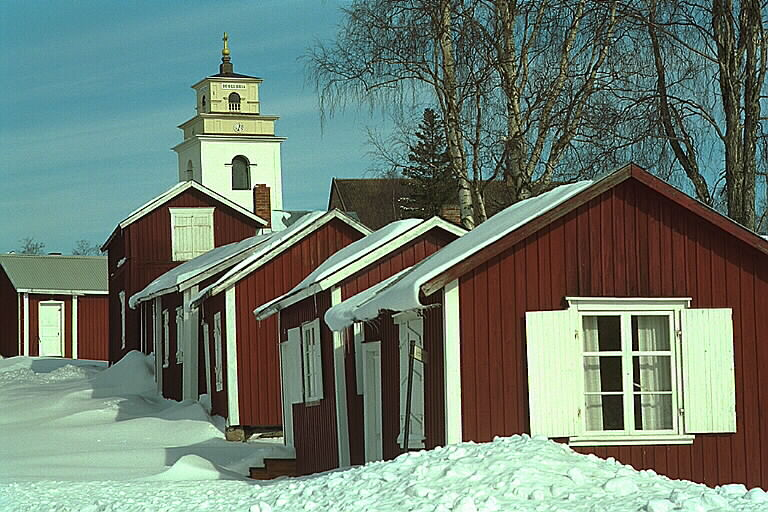